# Saikhom Mirabai Chanu
Saikhom Mirabai Chanu (Nongpok Kakching, 8 de agosto de 1994) é uma halterofilista indiana, medalhista olímpica.

## Carreira
Chanu conquistou a medalha de prata nos Jogos Olímpicos de Verão de 2020 em Tóquio, após levantar 202 kg na categoria feminina para pessoas com até 49 kg. Ela recebeu o prêmio Major Dhyan Chand Khel Ratna do Governo da Índia em 2018.